# Дитцен, Брайан
Брайан Дитцен (англ. Brian Dietzen, род. 14 ноября 1977) — американский актёр, известный по роли Джимми Палмера в сериале «Морская полиция: Спецотдел».

## Ранние годы
Брайан Дитцен родился в 14 ноября 1977 года в Баррингтоне, штат Иллинойс. Он изучал актерскую игру в Колорадском университете в Боулдере и получил степень бакалавра изящных искусств.

## Карьера
Свою актерскую карьеру Дитцен начал в Боулдере, штат Колорадо. Он играл в пьесах Equus и «В ожидании Годо» и два года был участником Шекспировского фестиваля в Колорадо. В начале двухтысячных годов Брайан переехал в Лос-Анджелес.
Первое появление Дитцена на экране произошло в 2003 году в фильме «От Джастина к Келли», где он сыграл с Келли Кларксон. Затем Брайан попал в состав сериала My Guide to Becoming a Rockstar канала The WB, в котором ему досталась роль барабанщика. Позже Дитцен объединился с Джоном Ригги и Стивом Рудником в шоу двоих под названием The Oldest Man in Show Biz. А в 2004 году получил роль в сериале канала CBS «Морская полиция: Спецотдел», где он сыграл помощника патологоанатома Джимми Палмера. Изначально предполагалось, что это одноразовая гостевая роль, но Джимми Палмер настолько понравился зрителям и продюсерам, что его решили оставить в качестве повторяющегося персонажа. В 2012 году, в 10 сезоне сериала, Дитцен попал в основной состав шоу.
В 2012 году Брайан сыграл главную роль в фильме Congratulations.

## Личная жизнь
Брайан Дитцен живёт в Лос-Анджелесе со своей женой и двумя детьми.

## Фильмография
| Год          |     | Русское название              | Оригинальное название                       | Роль           |
| ------------ | --- | ----------------------------- | ------------------------------------------- | -------------- |
| 2002         | с   | Бостонская школа              | Boston Public                               | Дэвид Каплан   |
| 2002         | с   | —                             | My Guide to Becoming a Rock Star            | Оуэн           |
| 2003         | ф   | От Джастина к Келли           | From Justin to Kelly                        | Эдди           |
| 2003         | с   | Один на один                  | One on One                                  | Беллхоп        |
| 2004         | ф   | —                             | Purgatory House                             | призрак        |
| 2004 — н. в. | с   | Морская полиция: Спецотдел    | NCIS                                        | Джимми Палмер  |
| 2005         | ф   | —                             | Self-Inflicted                              | Уильям Симмонс |
| 2008         | тф  | —                             | Hit Factor                                  | клерк          |
| 2009         | с   | —                             | Destined to Fail                            | Клэй           |
| 2009         | ф   | Нигде не скрыться             | Nowhere to Hide                             | Шелдон Уилкс   |
| 2010         | с   | Прошлая жизнь                 | Past Life                                   | Коул           |
| 2011         | ф   | —                             | Seymour Sally Rufus                         | Сеймур         |
| 2012         | ф   | —                             | Congratulations                             | Джим Райли     |
| 2012         | тф  | —                             | NCIS: Special Agent DiNozzo Visits Dr. Phil | Джимми Палмер  |
| 2012         | ф   | Певец караоке                 | Karaoke Man                                 | Луис           |
| 2013         | с   | Восприятие                    | Perception                                  | Марк Лейтон    |
| 2014         | кор | Одноминутная машина времени   | One-Minute Time Machine                     | Джеймс         |
| 2016         | с   | Морская полиция: Новый Орлеан | NCIS: New Orleans                           | Джимми Палмер  |
| 2022—2023    | с   | Морская полиция: Гавайи       | NCIS: Hawaiʻi                               | Джимми Палмер  |